# Normandernas invasion av Irland

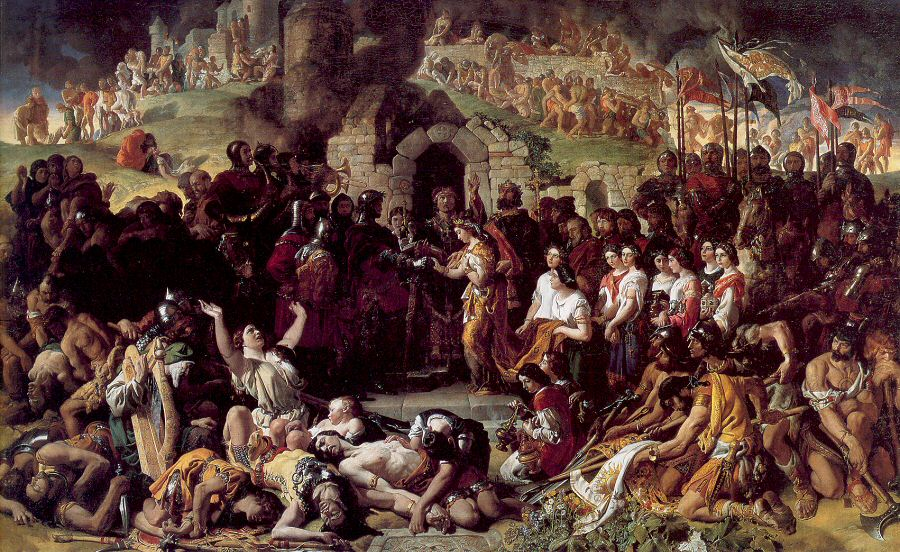
Giftermålet mellan Strongbow and Aoife. Målning av Daniel Maclise från 1854.

Normandernas invasion av Irland ägde rum mellan 1169 och 1177, då de normandiska engelsmännen (anglo-normanderna) invaderade och erövrade stora delar av västra Irland runt Dublin, som sedan blev en engelsk besittning kallat Lordship of Ireland (1177-1542). Invasionen var inledningen till Englands styre på Irland och början på dess erövring av Irland, även om det skulle dröja till sekelskiftet 1600 innan Irland var helt erövrat.

## Historik
Invasionen utlöstes då Diarmait mac Murchada (Dermot MacMurragh), den avsatta kungen av Leinster, anlitade engelska legosoldater för att återta sin tron. Expeditionen utfördes med tillstånd av kung Henrik II av England i utbyte mot att Diarmait mac Murchada svor trohet mot Englands kung som hans vasall. Kampanjens mål uppnåddes och Diarmait kunde med engelsmännens hjälp lägga landområden under sig som han sedan styrde över som engelsk vasall. 1170 anlände ytterligare normandiska legoarméer och erövrade de norsk-iriska städerna Dublin och Waterford, och en av normandernas anförare Richard "Strongbow" de Clare gifte sig med Diarmaits dotter Aoífe. När Diarmait avled 1171 gjorde Strongbow anspråk på Leinster genom äktenskap. Som svar belägrades han av de irländska kungarnas arméer under ledning av storkungen Ruaidrí Ua Conchobair. 
I oktober 1171 invaderades Irland av Henrik II av England för att göra anspråk på både de normandiska och de iriska områdena. Han fick stöd av påven genom bullan Laudabiliter: Irland var under denna tid isolerat från den övriga kristna världen och lydde en mycket ålderdomlig form av katolicism som påvekyrkan önskade reformera och få kontroll över. Henrik II gav Leinster till Richard de Clare, förklarade de norsk-irländska kuststäderna som engelsk egendom, och arrangerade synoden i Cashel för att reformera kyrkan, och flera av de iriska småkungarna svor trohet till honom. Efter hans avfärd 1172 fortsatte dock stridigheterna på nytt. Genom fördraget i Windsor år 1175 förklarades officiellt Henrik II som överherre över de erövrade områdena på Irland, och Irlands storkung Ruaidrí Ua Conchobair svor trohet till Henrik. Detta kollapsade dock snabbt av de fortsatta stridigheterna mellan normanderna och irerna på Irland. 
1177 antog Henrik II en policy som blev permanent: han utropade sin son till Herre över Irland och gjorde alltså hela Irland engelskt, och gav sedan tillstånd till de normandiska herrarna på Irland att fortsätta attackera de irländska småkungarnas territorier för att erövra mer av Irland till England. Denna policy fortsatte under seklens gång samtidigt som splittring mellan småkungarna gjorde det svårt för irländarna att göra motstånd. Erövringen gick dock långsamt och var inte fullständig förrän genom Tudorerövringen av Irland på 1600-talet.